# Сірка аморфна
Сірка аморфна — аморфний мінерал складу S. Звичайно містить домішки кристалічної сірки. Густина 1,0-1,2. Колір жовтий. Утворюється постійно в земній корі, але швидко змінюється, переходячи в ромбічну сірку. Виділяється в сірководневих джерелах, у річках, різних мулах, ґрунтах, організмах; іноді утворює псевдоморфози по органічних рештках. Добувається штучно при швидкому охолодженні розтопленої сірки. Зустрічається в пластинчастих масах у сірковому руднику Кобуї в Японії;